# 聖興女王
聖興女王（しょうこうじょおう、天正18年4月13日（1590年5月16日） - 文禄3年12月13日（1595年1月23日））は、安土桃山時代の皇族。
後陽成天皇の第一皇女。母は女御・近衞前子。御称号は姫宮。尼門跡曇華院に喝食として入室するが、未得度のまま薨去した。享年5歳。
法号は瑞雲聖興沙弥。墓所は大徳寺養徳院内曇華院宮墓地。